# 윌리엄 스타이그
윌리엄 스타이그(William Steig, 1907년 11월 14일 ~ 2003년 10월 3일)는 미국의 만화가, 삽화가, 조각가이다. 스타이그는 아동 문학 작가로 활약하며 《당나귀 실베스터와 요술 조약돌》, 《아벨의 섬》, 《치과의사 드소토 선생님》, CG 애니메이션 영화 《슈렉》의 원작이 된 《슈렉!》등의 작품을 남겼다.
한스 크리스티안 안데르센 상에 1982년에 삽화 부문, 1988년에 작가 부문으로 후보로 올랐다.